# Bheeta
Bheeta es una localidad de la prefectura de Yomou en la región de Nzérékoré, Guinea, con una población censada en marzo de 2014 de 10 560 habitantes.
Se encuentra ubicada al sur del país, cerca de la frontera con Sierra Leona, Liberia y Costa de Marfil.